# Serie A2 2009-2010 (hockey su ghiaccio)
La Serie A2 di hockey su ghiaccio 2009-2010 è stata organizzata dalla Federazione Italiana Sport del Ghiaccio e dalla Lega Italiana Hockey Ghiaccio.
Il campionato è terminato il 26 marzo 2010 con la vittoria dell'HC Eppan, battendo in finale il Gherdëina per 4-0 nella serie (6:5, 4:3, 6:4, 3:2).

## Partecipanti
Otto sono le squadre iscritte alla seconda serie. Dopo l'iscrizione al massimo campionato del Valpellice e la rinuncia alla serie A2 da parte dell'HC Varese, ha avuto accesso alla seconda serie l'HC Merano, vincitore, la stagione precedente, della seconda divisione della Serie C U26.
| Eppan-Appiano   | Merano Junior                         |  |
| Kaltern-Caldaro | Milano Rossoblu                       |  |
| Neumarkt-Egna   | Real Torino                           |  |
| Gherdëina       | Vipiteno Broncos - Campione in carica |  |

## Formula
La formula prevede, nella prima fase, un doppio girone di andata e ritorno. La seconda fase vedrà la formazione di due gironi: al girone A parteciperanno le squadre classificate al 1º, 3º, 5º e 7º posto, al girone B le altre quattro. Seguiranno poi i play-off, che vedranno coinvolte tutte e otto le compagini: nei quarti si sfideranno la prima di ogni girone contro la quarta dell'altro e la seconda contro la terza. Il vantaggio del campo andrà alla squadra meglio classificata al termine della prima fase. Le sfide dei play-off saranno al meglio dei sette incontri per quarti di finale e finale, al meglio dei cinque per le semifinali.

## Prima fase

### Primo girone
|                 |                  |                       |                       |                  |                         |                  |                         |                         |
| Teams           | Appiano          | Caldaro               | Egna                  | Gherdëina        | Merano                  | Milano           | Torino                  | Vipiteno                |
| HC Appiano      |                  | 1:0 (25/10/2009)      | 4:3 (01/11/2009)      | 5:3 (04/10/2009) | 4:5 d.r. (11/10/2009)   | 6:4 (20/11/2009) | 5:4 (23/10/2009)        | 4:6 (15/11/2009)        |
| SV Caldaro      | 2:4 (02/10/2009) |                       | 3:4 d.r. (15/11/2009) | 0:1 (11/10/2009) | 1:8 (23/10/2009)        | 1:5 (01/11/2009) | 1:4 (20/11/2009)        | 1:6 (30/10/2009)        |
| HC Egna         | 4:7 (09/10/2009) | 4:2 (16/10/2009)      |                       | 4:1 (22/11/2009) | 2:10 (04/10/2009)       | 2:1 (13/11/2009) | 4:3 d.r. (25/10/2009)   | 1:2 d.r. (18/10/2009)   |
| HC Gherdëina    | 1:8 (30/10/2009) | 5:4 (13/11/2009)      | 3:1 (23/10/2009)      |                  | 4:3 (20/11/2009)        | 5:4 (02/10/2009) | 4:2 (16/10/2009)        | 2:3 d.t.s. (09/10/2009) |
| HC Merano       | 4:5 (18/11/2009) | 5:1 (22/11/2009)      | 8:7 d.r. (30/10/2009) | 5:0 (18/10/2009) |                         | 3:2 (16/10/2009) | 5:6 d.r. (09/10/2009)   | 0:5 (02/10/2009)        |
| Milano Rossoblu | 1:2 (18/10/2009) | 4:2 (09/10/2009)      | 4:1 (11/10/2009)      | 6:3 (25/10/2009) | 1:6 (15/11/2009)        |                  | 3:2 d.t.s. (30/10/2009) | 3:4 d.r. (22/11/2009)   |
| Real Torino     | 7:4 (22/11/2009) | 4:5 d.r. (18/10/2009) | 3:1 (02/10/2009)      | 3:2 (15/11/2009) | 3:2 d.t.s. (01/11/2009) | 1:3 (04/10/2009) |                         | 2:1 d.r. (11/10/2009)   |
| WSV Vipiteno    | 4:2 (15/10/2009) | 7:0 (04/10/2009)      | 3:2 (20/11/2009)      | 3:5 (01/11/2009) | 5:8 (25/10/2009)        | 5:2 (23/10/2009) | 4:1 (13/11/2009)        |                         |

Legenda: d.t.s.= dopo i tempi supplementari; d.r.= dopo i tiri di rigore

### Secondo girone
|                 |                  |                       |                   |                         |                         |                       |                       |                  |
| Teams           | Appiano          | Caldaro               | Egna              | Gherdëina               | Merano                  | Milano                | Torino                | Vipiteno         |
| HC Appiano      |                  | 2:3 (28/12/2009)      | 6:2 (03/01/2010)  | 2:5 (29/11/2009)        | 3:5 (06/12/2009)        | 4:0 (15/01/2010)      | 2:3 d.r. (26/12/2009) | 3:2 (08/01/2010) |
| SV Caldaro      | 3:6 (27/11/2009) |                       | 2:1 (08/01/2010)  | 5:3 (06/12/2009)        | 6:5 d.t.s. (26/12/2009) | 1:3 (03/01/2010)      | 6:2 (15/01/2010)      | 3:5 (30/12/2009) |
| HC Egna         | 2:5 (04/12/2009) | 4:5 d.r. (20/12/2009) |                   | 6:9 (17/01/2010)        | 6:5 d.r. (29/11/2009)   | 3:4 (06/01/2010)      | 3:2 (28/12/2009)      | 7:6 (23/12/2009) |
| HC Gherdëina    | 6:2 (30/12/2009) | 7:4 (06/01/2010)      | 7:3 (26/12/2009)  |                         | 2:5 (15/01/2010)        | 3:2 d.r. (27/11/2009) | 4:6 (20/12/2009)      | 8:2 (04/12/2009) |
| HC Merano       | 1:3 (06/01/2010) | 5:2 (17/01/2010)      | 5:4 (30/12/2009)  | 5:8 (23/12/2009)        |                         | 6:3 (20/12/2009)      | 7:2 (04/12/2009)      | 7:2 (27/11/2009) |
| Milano Rossoblu | 3:4 (23/12/2009) | 0:1 (04/12/2009)      | 1:3 (06/12/2009)  | 2:6 (28/12/2009)        | 2:4 (08/01/2010)        |                       | 4:2 (10/01/2010)      | 3:1 (17/01/2010) |
| Real Torino     | 3:4 (17/01/2010) | 1:4 (23/12/2009)      | 3:1 (27/11/2009)  | 1:0 (08/01/2010)        | 0:5 (03/01/2010)        | 2:0 (29/11/2009)      |                       | 4:5 (06/12/2009) |
| WSV Vipiteno    | 5:2 (20/12/2009) | 6:5 d.r. (29/11/2009) | 10:1 (15/01/2010) | 4:3 d.t.s. (03/01/2010) | 3:2 (28/12/2009)        | 3:1 (26/12/2009)      | 2:3 (06/01/2010)      |                  |

Legenda: d.t.s.= dopo i tempi supplementari; d.r.= dopo i tiri di rigore

#### Classifica
|    |                  |       |    |    |     |     |    |     |     |
|    | Squadre          | Punti | PG | V  | VOT | POT | P  | GF  | GS  |
| 1. | Eppan-Appiano    | 56    | 28 | 18 | 0   | 2   | 8  | 111 | 90  |
| 2. | Merano Junior    | 56    | 28 | 16 | 2   | 4   | 6  | 140 | 89  |
| 3. | Vipiteno Broncos | 53    | 28 | 14 | 5   | 1   | 9  | 113 | 85  |
| 4. | Gherdëina        | 49    | 28 | 15 | 1   | 2   | 10 | 109 | 102 |
| 5. | Real Torino      | 38    | 28 | 9  | 4   | 3   | 12 | 79  | 91  |
| 6. | Milano Rossoblu  | 31    | 28 | 9  | 1   | 2   | 16 | 71  | 87  |
| 7. | Neumarkt-Egna    | 27    | 28 | 6  | 4   | 2   | 16 | 83  | 125 |
| 8. | Kaltern-Caldaro  | 26    | 28 | 6  | 3   | 2   | 17 | 73  | 112 |

Legenda: PG = partite giocate; V = vittorie conseguite nei tempi regolamentari; VOT= vittorie conseguite ai tempi supplementari o ai rigori; POT = sconfitte subite ai tempi supplementari o ai rigori; P = sconfitte subite nei tempi regolamentari; GF = reti segnate; GS = reti subite
La regular season è andata all'Appiano per i migliori risultati negli scontri diretti con il Merano.

## Seconda fase

### Girone A
Hanno avuto accesso al girone A le squadre classificate al 1º, 3º, 5º e 7º posto.
|                |                  |                  |                         |                  |
| Teams          | Appiano          | Egna             | Real Torino             | Vipiteno         |
| HC Appiano     |                  | 2:3 (24/01/2010) | 3:4 d.t.s. (29/01/2010) | 1:2 (07/02/2010) |
| HC Egna        | 2:4 (05/02/2010) |                  | 4:3 (27/01/2010)        | 5:4 (29/01/2010) |
| Real Torino HC | 4:2 (10/02/2010) | 5:4 (07/02/2010) |                         | 1:2 (24/01/2010) |
| WSW Vipiteno   | 4:2 (27/01/2010) | 6:5 (10/02/2010) | 3:1 (05/02/2010)        |                  |

#### Classifica
|    |                  |       |    |   |     |     |   |    |    |    |
|    | Squadre          | Punti | PG | V | VOT | POT | P | GF | GS | PF |
| 1. | Vipiteno Broncos | 32    | 6  | 5 | 0   | 0   | 1 | 21 | 15 | 17 |
| 2. | Eppan-Appiano    | 22    | 6  | 1 | 0   | 1   | 4 | 14 | 19 | 18 |
| 3. | Real Torino      | 20    | 6  | 2 | 1   | 0   | 3 | 18 | 18 | 12 |
| 4. | Neumarkt-Egna    | 18    | 6  | 3 | 0   | 0   | 3 | 23 | 24 | 9  |

Legenda: PG = partite giocate; V = vittorie conseguite nei tempi regolamentari; VOT= vittorie conseguite ai tempi supplementari o ai rigori; POT = sconfitte subite ai tempi supplementari o ai rigori; P = sconfitte subite nei tempi regolamentari; GF = reti segnate; GS = reti subite; PF = punti portati in eredità dalla prima fase

### Girone B
Hanno avuto accesso al girone A le squadre classificate al 2º, 4º, 6º e 8º posto.
|                 |                         |                       |                         |                  |
| Teams           | Caldaro                 | Gherdëina             | Merano                  | Milano           |
| SV Caldaro      |                         | 8:3 (24/01/2010)      | 4:3 d.t.s. (10/02/2010) | 7:0 (07/02/2010) |
| HC Gherdëina    | 4:3 d.t.s. (05/02/2010) |                       | 3:4 (27/01/2010)        | 5:0 (10/02/2010) |
| HC Merano       | 4:5 (29/01/2010)        | 5:6 d.r. (07/02/2010) |                         | 4:1 (24/01/2010) |
| Milano Rossoblu | 4:2 (27/01/2010)        | 4:5 (29/01/2010)      | 2:1 (05/02/2010)        |                  |

#### Classifica
|    |                 |       |    |   |     |     |   |    |    |    |
|    | Squadre         | Punti | PG | V | VOT | POT | P | GF | GS | PF |
| 1. | Merano Junior   | 26    | 6  | 2 | 0   | 2   | 2 | 21 | 15 | 18 |
| 2. | Gherdëina       | 26    | 6  | 2 | 2   | 0   | 2 | 26 | 28 | 16 |
| 3. | Kaltern-Caldaro | 20    | 6  | 3 | 1   | 1   | 1 | 29 | 16 | 8  |
| 4. | Milano Rossoblu | 16    | 6  | 2 | 0   | 0   | 4 | 11 | 24 | 10 |

Legenda: PG = partite giocate; V = vittorie conseguite nei tempi regolamentari; VOT= vittorie conseguite ai tempi supplementari o ai rigori; POT = sconfitte subite ai tempi supplementari o ai rigori; P = sconfitte subite nei tempi regolamentari; GF = reti segnate; GS = reti subite; PF = punti portati in eredità dalla prima fase

## Play-off
|  | Quarti di finale | Quarti di finale | Quarti di finale |               |                  | Semifinali       | Semifinali | Semifinali |  |  | Finale | Finale | Finale |  |
|  |                  |                  |                  |               |                  |                  |            |            |  |  |        |        |        |  |
|  | Vipiteno Broncos | Vipiteno Broncos | 4                |               |                  |                  |            |            |  |  |        |        |        |  |
|  | Vipiteno Broncos | Vipiteno Broncos | 4                |               |                  |                  |            |            |  |  |        |        |        |  |
|  | Milano Rossoblu  | Milano Rossoblu  | 1                |               |                  |                  |            |            |  |  |        |        |        |  |
|  | Milano Rossoblu  | Milano Rossoblu  | 1                |               | Vipiteno Broncos | Vipiteno Broncos | 2          |            |  |  |        |        |        |  |
|  |                  |                  |                  |               | Vipiteno Broncos | Vipiteno Broncos | 2          |            |  |  |        |        |        |  |
|  |                  |                  | Gherdëina        | Gherdëina     | 3                |                  |            |            |  |  |        |        |        |  |
|  | Gherdëina        | Gherdëina        | Gherdëina        | Gherdëina     | 3                | 4                |            |            |  |  |        |        |        |  |
|  | Gherdëina        | Gherdëina        |                  |               |                  |                  |            |            |  |  |        |        |        |  |
|  | Real Torino      | Real Torino      | 3                |               |                  |                  |            |            |  |  |        |        |        |  |
|  | Real Torino      | Real Torino      | 3                |               | Gherdëina        | Gherdëina        | 0          |            |  |  |        |        |        |  |
|  |                  |                  |                  |               |                  |                  |            |            |  |  |        |        |        |  |
|  |                  |                  | Eppan-Appiano    | Eppan-Appiano | 4                |                  |            |            |  |  |        |        |        |  |
|  | Eppan-Appiano    | Eppan-Appiano    | Eppan-Appiano    | Eppan-Appiano | 4                | 4                |            |            |  |  |        |        |        |  |
|  | Eppan-Appiano    | Eppan-Appiano    |                  |               |                  |                  |            |            |  |  |        |        |        |  |
|  | Kaltern-Caldaro  | Kaltern-Caldaro  | 0                |               |                  |                  |            |            |  |  |        |        |        |  |
|  | Kaltern-Caldaro  | Kaltern-Caldaro  | 0                |               | Eppan-Appiano    | Eppan-Appiano    | 3          |            |  |  |        |        |        |  |
|  |                  |                  |                  |               | Eppan-Appiano    | Eppan-Appiano    | 3          |            |  |  |        |        |        |  |
|  |                  |                  | Merano Junior    | Merano Junior | 2                |                  |            |            |  |  |        |        |        |  |
|  | Merano Junior    | Merano Junior    | Merano Junior    | Merano Junior | 2                | 4                |            |            |  |  |        |        |        |  |
|  | Merano Junior    | Merano Junior    |                  |               |                  |                  |            |            |  |  |        |        |        |  |
|  | Neumarkt-Egna    | Neumarkt-Egna    | 2                |               |                  |                  |            |            |  |  |        |        |        |  |

### Quarti di Finale
Per i quarti di finale gli accoppiamenti previsti sono:

1º Girone A vs 4º Girone B

2º Girone B vs 3º Girone A

2º Girone A vs 3º Girone B

1º Girone B vs 4º Girone A.

Gli incontri sono decisi con una serie al meglio delle 7 partite.
- Gara 1

| 17 febbraio 2010 Ore 20:30 | Vipiteno Broncos | 7-2 (3-0; 3-2; 1-0) | Milano Rossoblu | DiscoArena                     |
| 17 febbraio 2010 Ore 20:30 | Gherdëina        | 7-1 (2-0; 3-0; 2-1) | Real Torino     | Pranives                       |
| 17 febbraio 2010 Ore 20:30 | Eppan-Appiano    | 5-2 (0-0; 0-2; 5-0) | Kaltern-Caldaro | Stadio del Ghiaccio di Appiano |
| 17 febbraio 2010 Ore 20:30 | Merano Junior    | 5-4 (1-2; 4-2; 0-0) | Neumarkt-Egna   | MeranArena                     |

- Gara 2

| 19 febbraio 2010 Ore 20:30 | Milano Rossoblu | 1-2 (0-0; 1-1; 0-1)                 | Vipiteno Broncos | Agorà                |
| 19 febbraio 2010 Ore 20:30 | Real Torino     | 4-3 (o.t. 1-0) (0-0; 2-1; 1-2; 1-0) | Gherdëina        | Palaghiaccio Tazzoli |
| 19 febbraio 2010 Ore 20:30 | Kaltern-Caldaro | 2-5 (1-3; 1-1; 0-1)                 | Eppan-Appiano    | Palaghiaccio Caldaro |
| 19 febbraio 2010 Ore 20:30 | Neumarkt-Egna   | 4-1 (0-1; 2-0; 2-0)                 | Merano Junior    | Palaghiaccio Egna    |

- Gara 3

| 21 febbraio 2010 Ore 18:30 | Vipiteno Broncos | 2-1 (o.t. 1-0) (0-1; 0-0; 1-0; 1-0) | Milano Rossoblu | DiscoArena                     |
| 21 febbraio 2010 Ore 20:30 | Gherdëina        | 7-2 (2-1; 3-0; 2-1)                 | Real Torino     | Pranives                       |
| 21 febbraio 2010 Ore 18:30 | Eppan-Appiano    | 6-3 (1-1; 3-2; 2-0)                 | Kaltern-Caldaro | Stadio del Ghiaccio di Appiano |
| 21 febbraio 2010 Ore 18:30 | Merano Junior    | 7-6 (o.t. 1-0) (4-2; 2-3; 0-1; 1-0) | Neumarkt-Egna   | MeranArena                     |

- Gara 4

| 24 febbraio 2010 Ore 20:30 | Milano Rossoblu | 5-4 (o.t. 1-0) (3-1; 0-1; 1-2; 1-0) | Vipiteno Broncos | Agorà                |
| 24 febbraio 2010 Ore 20:30 | Real Torino     | 6-2 (0-0; 4-0; 2-2)                 | Gherdëina        | Palaghiaccio Tazzoli |
| 24 febbraio 2010 Ore 20:30 | Kaltern-Caldaro | 1-4 (1-0; 0-3; 0-1)                 | Eppan-Appiano    | Palaghiaccio Caldaro |
| 24 febbraio 2010 Ore 20:30 | Neumarkt-Egna   | 0-4 (0-2; 0-1; 0-1)                 | Merano Junior    | Palaghiaccio Egna    |

- Gara 5

| 26 febbraio 2010 Ore 20:30 | Vipiteno Broncos | 6-3 (0-0; 5-2; 1-1) | Milano Rossoblu | DiscoArena |
| 26 febbraio 2010 Ore 20:30 | Gherdëina        | 1-4 (0-1; 0-0; 1-3) | Real Torino     | Pranives   |
| 26 febbraio 2010 Ore 20:30 | Merano Junior    | 2-4 (0-0; 2-2; 0-2) | Neumarkt-Egna   | MeranArena |

- Gara 6

| 28 febbraio 2010 Ore 19:30 | Real Torino   | 0-4 (0-0; 0-2; 0-2)                      | Gherdëina     | Palaghiaccio Tazzoli |
| 28 febbraio 2010 Ore 18:30 | Neumarkt-Egna | 2-3 (o.t. 0-1) (0-1; 0-1; 2-0; 0-0; 0-1) | Merano Junior | Palaghiaccio Egna    |

- Gara 7

| 3 marzo 2010 Ore 20:30 | Gherdëina | 5-1 (1-0; 3-0; 1-1) | Real Torino | Pranives |

### Semifinali
Mentre per i Quarti di finale e per la Finale si gioca al meglio delle 7 gare, per le Semifinali si gioca fino a gara 5 (se necessaria).
- Gara 1

| 5 marzo 2010 Ore 20:30 | Vipiteno Broncos | 4-7 (1-2; 1-3; 2-2) | Gherdëina     | DiscoArena                     |
| 5 marzo 2010 Ore 20:30 | Eppan-Appiano    | 4-1 (0-1; 2-0; 2-0) | Merano Junior | Stadio del Ghiaccio di Appiano |

- Gara 2

| 7 marzo 2010 Ore 20:30 | Gherdëina     | 1-4 (0-3; 1-0; 0-1) | Vipiteno Broncos | Pranives   |
| 7 marzo 2010 Ore 18:30 | Merano Junior | 6-1 (2-0; 2-1; 2-0) | Eppan-Appiano    | MeranArena |

- Gara 3

| 10 marzo 2010 Ore 20:30 | Vipiteno Broncos | 4-3 (2-0; 1-2; 1-1)                 | Gherdëina     | DiscoArena                     |
| 10 marzo 2010 Ore 20:30 | Eppan-Appiano    | 4-5 (o.t. 0-1) (2-1; 0-3; 2-0; 0-1) | Merano Junior | Stadio del Ghiaccio di Appiano |

- Gara 4

| 12 marzo 2010 Ore 20:30 | Gherdëina     | 4-0 (2-0; 1-0; 1-0) | Vipiteno Broncos | Pranives   |
| 12 marzo 2010 Ore 20:30 | Merano Junior | 1-2 (1-2; 0-0; 0-0) | Eppan-Appiano    | MeranArena |

- Gara 5

| 14 marzo 2010 Ore 18:30 | Vipiteno Broncos | 4-5 (1-1; 2-1; 1-2; 0-1) | Gherdëina     | DiscoArena                     |
| 14 marzo 2010 Ore 17:30 | Eppan-Appiano    | 3-1 (0-0; 2-1; 1-0)      | Merano Junior | Stadio del Ghiaccio di Appiano |

### Finale
- Gara 1

| 19 marzo 2010 Ore 20:30 | Eppan-Appiano | 6-5 (3-1; 1-4; 2-0) | Gherdëina | Stadio del Ghiaccio di Appiano |

- Gara 2

| 21 marzo 2010 Ore 20:30 | Gherdëina | 3-4 (o.t. 0-1) (1-2; 2-1; 0-0; 0-1) | Eppan-Appiano | Pranives |

- Gara 3

| 24 marzo 2010 Ore 20:30 | Eppan-Appiano | 6-4 (0-1; 4-2; 2-1) | Gherdëina | Stadio del Ghiaccio di Appiano |

- Gara 4

| 26 marzo 2010 Ore 18:30 | Gherdëina | 2-3 (o.t. 0-1) (0-1; 2-1; 0-0; 0-1) | Eppan-Appiano | Pranives |